# Virgil Hill
Virgil Hill, född den 18 januari 1964 i Clinton, Missouri, är en amerikansk boxare som tog OS-silver i mellanviktsboxning 1984 i Los Angeles. I finalen förlorade han med 3-2 mot Shin Joon-Sup från Sydkorea.